# Карол Добијаш
Карол Добијаш (Хандлова, 18. децембар 1947) je некадашњи чехословачки и словачки фудбалер и фудбалски тренер. 
Током каријере био је свестран играч, углавном је играо као дефанзивац или везни играч.

## Играчка каријера
Рођен је у Хандлови, а играчку каријеру започео у родном граду у клубу Баник Хандлова. Године 1965. започео је професионалну каријеру у Спартак Трнави, где је као играч постигао највећи успех. Са Спартом је био петоструки првак Чехословачке и освојио је три национална купа. Године 1970. и 1971. проглашен је чехословачким фудбалером године.  Каријеру је наставио 1977. године у клубу Бохемианс Праг. Током каријере пдиграо је 345 утакмица у чехословачкој лиги и постигао 20 голова. Године 1980. дозвољено му је да пређе у инострани клуб, а играо је у Лорекену у Белгији. Играчку каријеру завршио је 1984. године у Генту. 
За репрезентацију Чехословачке носио је капитенску одиграо 67 утакмица и постигао 6 голова. Био је учесник Светског првенства 1970. године и део тима који је освојио златну медаљу на Европском првенству 1976. године. У финалној утакмици Европског првенства 1976. Добијаш је постигао гол, а његова репрезентација победила је репрезентацију Западне Немачке након бољег извођења једанаестераца (резултат у регуларном делу 2:2).

## Тренерска каријера
Добијашов први тим као тренера био је омладински тим Бохемианса Праг, који је тренирао од 1984. до 1988. године. У сезони 1988/89. водио је Храдек Кралов, али је отпуштен после 14 дана игре. У септембру 1990. године постављен је за тренера клуба Збројовка Брно, са којим је остварио успех. У сезони 1993/94. био је тренер Спарте Праг, са којом је освојио чешку лигу. Ипак, отпуштен је са места тренера само две утакмице у наредној сезони. Током сезоне 1995/96. тренирао је младу екипу Спарте Крч, а након тога дуги низ година радио као скаут у Спарти Праг. Током сезоне 2003/04. изабран је за помоћног тренера у Бохемианс Прагу, али му је уговор отказан у јануару 2004. године.